# FG 1250
Das FG 1250 oder Fahr- und Zielgerät FG 1250 (auch Puma genannt) ist ein deutsches aktives Infrarot-Ziel- und Nachtsichtgerät aus dem Zweiten Weltkrieg, welches auf Panzern und anderen militärischen Fahrzeugen erprobt und eingesetzt wurde.

## Entwicklung und Nutzung

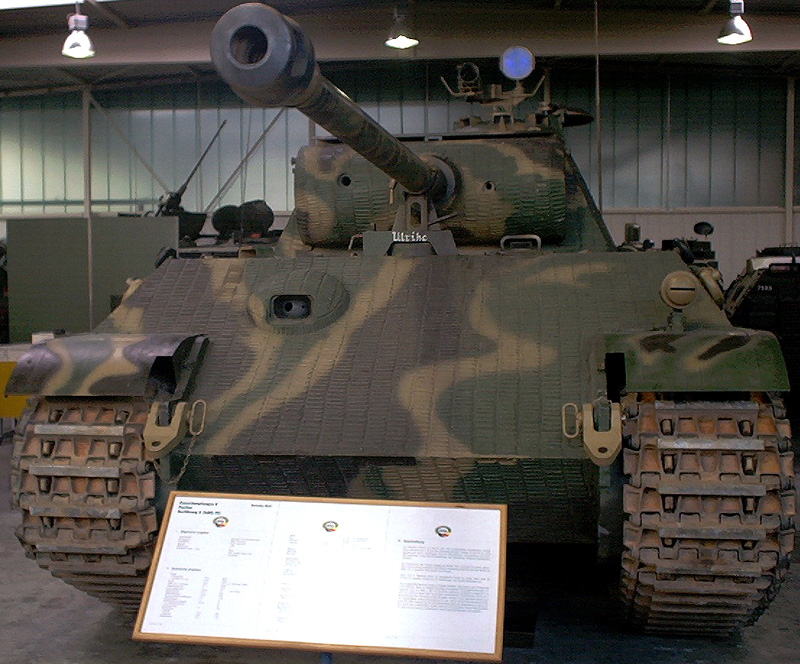
Panzerkampfwagen V – Panther Ausführung G

Ab 1941 wurde es vom deutschen Optikunternehmen Carl Zeiss AG entwickelt und von der Ernst Leitz GmbH hergestellt. Auch die AEG (Allgemeine Elektricitäts-Gesellschaft) baute die FG 1250 Geräte.
Es bestand aus einer speziellen Halterung, einem aktiven Infrarotscheinwerfer und einem dazugehörigen Bildkonverter. 1943 wurden die sperrige aktive Infraroteinheit FG 1250 mit einigen MG 42 auf Sd.Kfz. 251/1 Falke-Halbkettenpanzerwagen und mit MG 34 auf dem PzKpfw-V-Panther-Panzern montiert.
Ab Juli 1944 wurden die Geräte in großer Stückzahl hergestellt. Die Verwendung dieser Systeme war für den Nachtkampf ab Ende 1944 möglich. Das System wurde auf einige Panther Panzern montiert und eingesetzt. Um das System zu montieren, wurden am PzKpfw V Ausf. G einige Änderungen vorgenommen. Ein Batterieständer sowie ein elektrischer Generator wurden im rechten hinteren Teil des Mannschaftsraums untergebracht, wodurch der Stauraum für drei Projektile entfiel. Außerdem wurde der rechte hintere externe Staubehälter durch einen gepanzerten Behälter für die Zusatzausrüstung des FG1250 ersetzt.
Der Nachteil war jedoch, dass nur der Kommandant Zugriff auf das FG 1250 hatte, nicht aber der Richtschütze oder Fahrer. Ein weiterer Nachteil war, dass der Infrarot-Scheinwerfer nur eine Reichweite von etwa 600 m hatte, wodurch der Panther seinen bislang größten Vorteil, seine Reichweite, verlor.